# Кудашев-1
Кудашов-1 — літак, побудований в 1910 році професором Київського політехнічного інституту Олександром Кудашевим. Перший літак виготовлений на території України та всій тогочасній Російській імперії, що здійснив вдалий політ.

## Історія
Біплан дерев'яної конструкції з винесеними на фермах переднім кермом висоти і хвостовим оперенням (стабілізатор і кермо напряму). Довжина літака 10 м, розмах крил 9 м, їх сумарна площа 34 м². Обтягування крил — з прогумованого полотна, двигун «Анзані» потужністю 25,7 кВт.
Польотна маса 420 кг.
5 червня (23 травня) 1910 року, на Сирецькому іподромі в Києві, професор Київського політехнічного інституту, князь Олександр Кудашев виконав перший політ на літаку. Він пролетів кілька десятків метрів та здійснив посадку. Це був перший політ вітчизняного літака в Україні та всієї тогочасної Російської імперії. Політ відбувся всього через 2 місяці після першого польоту російського льотчика Михайла Єфімова на французькому літаку «Фарман-IV», та 8 місяців після, взагалі, першого польоту на території Російської імперії, здійсненого французьким льотчиком Жоржем Леганьє у Варшаві.
Про подію написали всі київські газети. «Вестник воздухоплавания» надав докладний звіт про подію. Журнал «Аэро- и автомобильная жизнь» опублікував статтю професора КПІ М.Артем'єва про літак «Кудашев-1» і про князя Кудашева як про першого авіатора Російської імперії.
Однак досягнення Кудашева не було офіційно визнане. Мотивувалося це тим, що політ виконаний без попереднього повідомлення і на льотному полі не перебувала належна кількість спостерігачів із Санкт-Петербурга. Тільки в 21 столітті пріоритет Кудашева був визнаний російськими і закордонними істориками авіації.